# Nürburgring
Nürburgring é um autódromo na cidade de Nürburg, próximo de Colônia e de Frankfurt-am-Main, na Alemanha.
Foi inaugurado em 1927 e o traçado original da pista tinha aproximadamente 28 km, posteriormente foi criado um novo traçado de 22 km de extensão e era utilizado pela Fórmula 1 na década de 1960. Atualmente é utilizado outro traçado de 5,148 km, porém o traçado de 22 km ainda permanece, servindo apenas para os conhecidos "Track days", um dia em que as pessoas podem ir ao autódromo e acelerar a vontade com seus carros, e para corridas de longa duração.
Durante os últimos 80 anos, todos os tipos de eventos tiveram Nürburgring como palco, de corridas locais de menor expressão até corridas do automobilismo top mundial. Antes da Segunda Guerra Mundial, as primeiras corridas de Grandes Prêmios de motos e de automóveis na Alemanha foram realizadas ali. E durante o período pós-guerra, a pista recebeu corridas de Fórmula 1 (os Grandes Prêmios da Alemanha, da Europa, de Luxemburgo e de Eifel) e do mundial de motos, bem como corridas de endurance, como as famosas 1000 km de Nürburgring e os seus maravilhosos protótipos.
O anel norte (Nordschleife) também é conhecido como "inferno verde", pois ele é o segundo circuito com o maior número de acidentes fatais (como aquele no qual Niki Lauda quase perdeu a vida, em 1976), atrás apenas de Indianápolis: além de ter um traçado muito extenso e arriscado, levando um tempo maior para o socorrimento do piloto, a pista é cercada por uma floresta.

## Uso

Mapa do traçado completo Nordschleife.

Inicialmente o circuito de Nürburgring foi criado com 3 objetivos:
- Para corridas.
- Para ser uma pista de testes para os fabricantes alemães.
- Para uso pelo público.

Os primeiros dois objetivos são aplicáveis a praticamente todos os circuitos permanentes. Mas o terceiro objetivo não é algo comum e até os dias de hoje qualquer um que pague ingresso poderá percorrer com o seu carro ou moto o anel norte (Nordschleife) do circuito, respirando a própria história do automobilismo.
Também é usado para fazer o famoso festival de rock intitulado Rock Am Ring, que é um festival  musical  que acontece desde 1985.

## História

### 1925–1939: O início de "Nürburg-Ring"
Em 1907, a primeira corrida de Eifelrennen foi realizada no circuito único de Taunus, 117 km composto por estradas públicas começando entre as cidades de Wehrheim e Saalburg, ao norte de Frankfurt. No início da década de 1920, as corridas Eifelrennen foram realizadas no sinuoso circuito de 33,2 km de estradas públicas de Nideggen, perto de 
Colónia e Bona. Por volta de 1925, a construção de um autódromo permanente foi proposto, a sul do circuito de Nideggen, ao redor do antigo castelo da cidade de Nürburg, seguindo os exemplos do circuits italiano de Monza e do AVUS de Berlim, mas com um caráter diferente. O traçado do circuito de montanha assemelhava-se ao evento Targa Florio, uma das corridas motorizadas mais importantes da época. O Nürburgring original era para ser uma vitrine para a engenharia automóvel alemã e o talento do automobilismo. A construção da pista, projetada pelo Eichler Architekturbüro de Ravensburg (liderado pelo arquiteto Gustav Eichler), começou em setembro de 1925.
A pista foi concluída na primavera de 1927, e as corridas ADAC Eifelrennen foram continuadas lá. As primeiras corridas foram realizadas a 18 de junho de 1927 disputadas por motocicletas com carros laterais. A primeira corrida de motos foi vencida por Toni Ulmen numa Velocette inglesa de 350cc. Os carros seguiram um dia depois, e Rudolf Caracciola foi o vencedor da classe acima de 5000cc num Mercedes-Benz Compressor . Além disso, a pista era aberta ao público à noite e nos fins de semana, como uma estrada de sentido único. A pista inteira consistia em 174 curvas (antes das mudanças de 1971) e tinha uma largura média de 8 a 9 metros. O tempo mais rápido de sempre em todo o traçado foi obtido por Louis Chiron, a uma velocidade média de 112,31 km/h no seu Bugatti.
Em 1929, o Nürburgring completo foi usado pela última vez em grandes eventos de corrida, já que os futuros Grandes Prémios seriam realizados apenas no Nordschleife (o anel norte). Motoss e corridas menores usaram principalmente o Südschleife (anel sul) mais curto e seguro. As memoráveis corridas de pré-guerra no circuito contaram com os talentos dos primeiros Ringmeister (Mestres do anel), como Rudolf Caracciola, Tazio Nuvolari e Bernd Rosemeyer.

## Atualmente

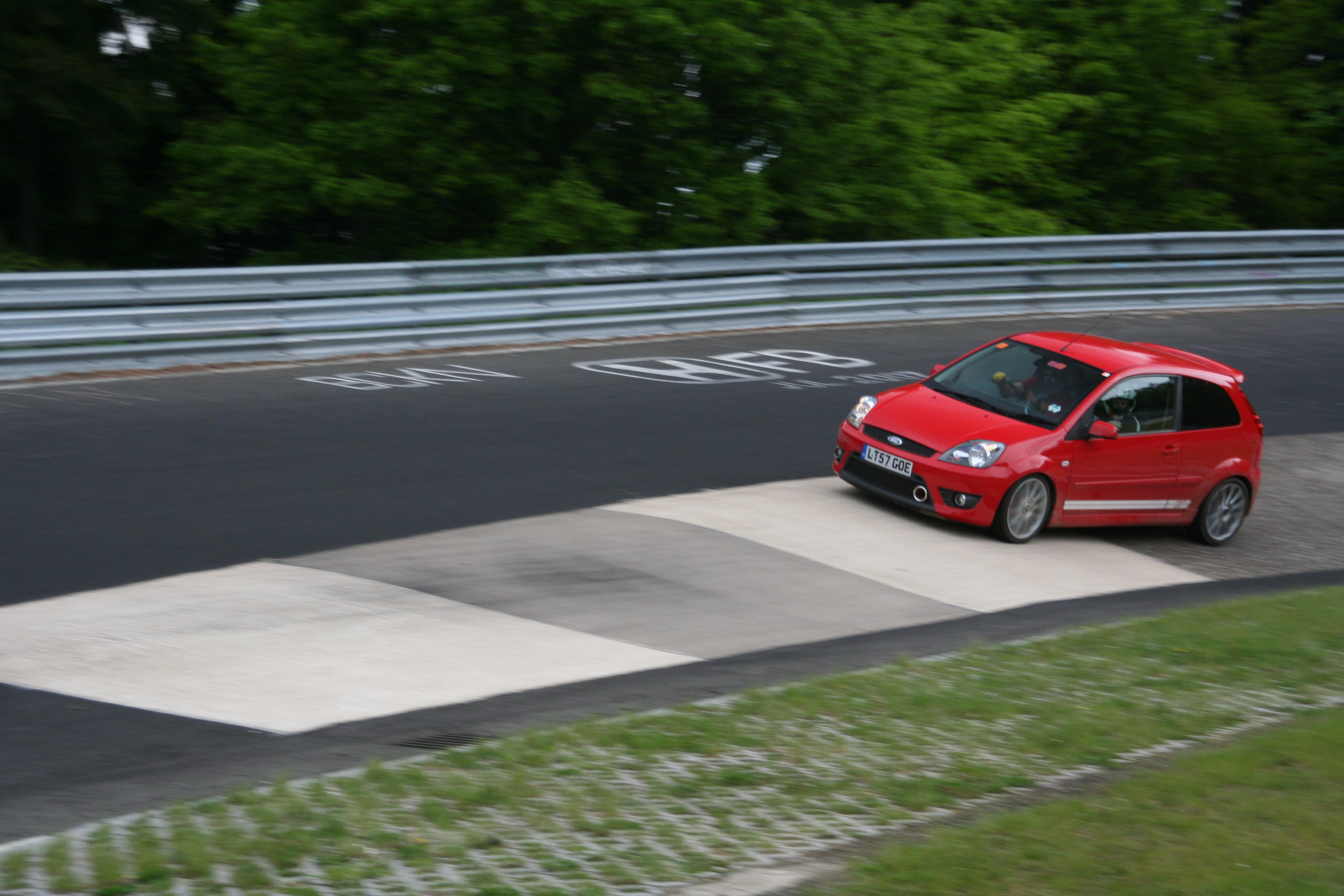
Curva do carrossel no traçado Nordschleife.

Hoje em dia o anel norte ainda é usado para algumas competições. As 24 Horas de Nürburgring é o evento principal do ano, para carros de GT e de turismo. Outros eventos são o Eifel Klassik, uma grande corrida de carros históricos e algumas corridas nacionais também. Ultimamente está sendo usada como pista para desenvolvimento e testes de carros superesportivos, como o Nissan GT-R e o Jota.
Quanto ao anel sul (Südschleife) de Nürburgring, o seu destino é um pouco mais triste. Cerca de 70% dele foram destruídos em 1983 para a construção da atual pista de F1 e o pouco que resta virou simplesmente estrada.

## Vencedores de GPs de Fórmula 1 no Nürburgring

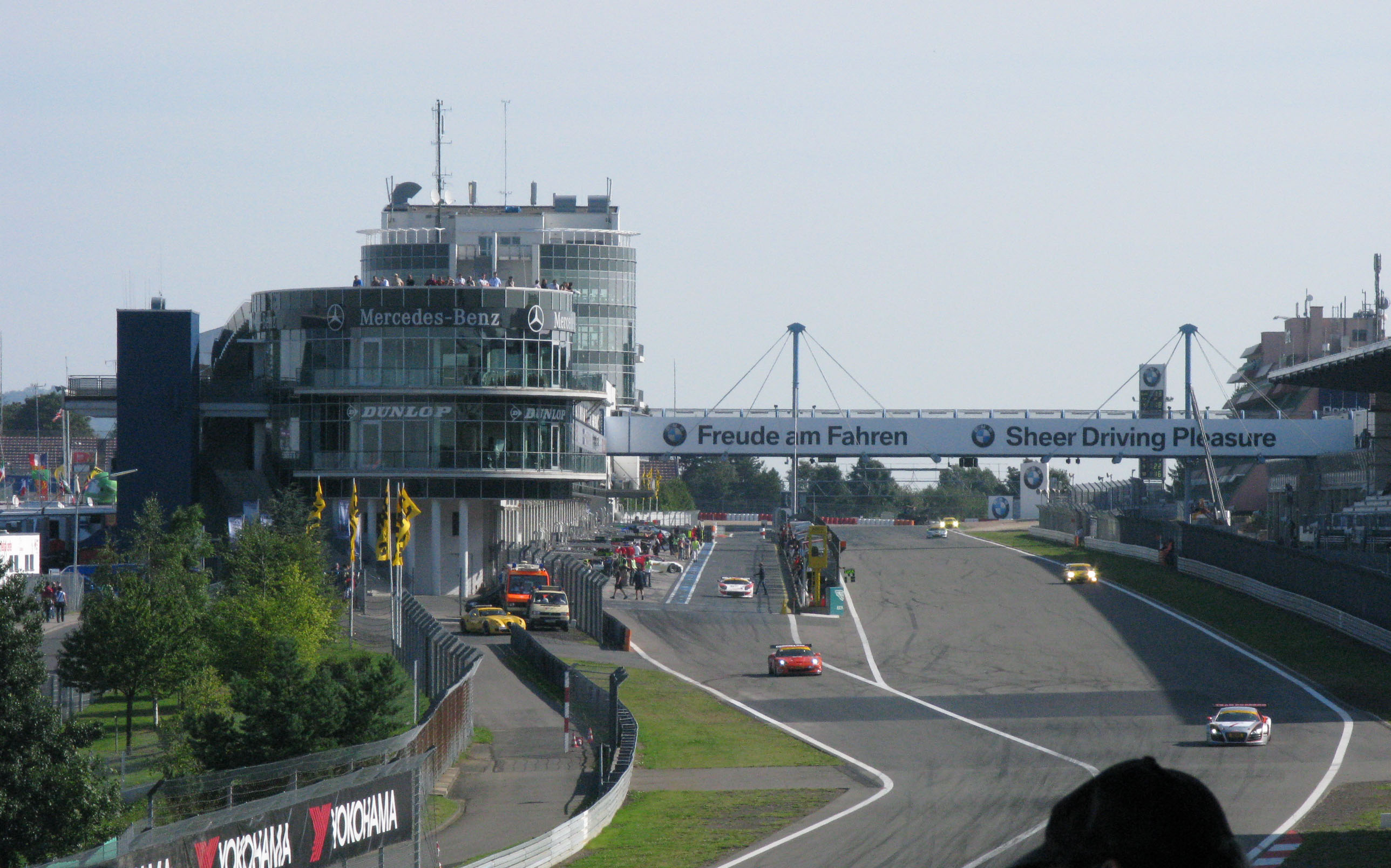
Reta principal no traçado Grande Prêmio.

O fundo branco indica que foi denominado Grande Prêmio da Alemanha
O fundo azul claro indica que foi denominado Grande Prêmio da Europa
O fundo verde claro indica que foi denominado Grande Prêmio de Luxemburgo
O fundo laranja indica que foi denominado Grande Prêmio de Eifel 
O fundo vermelho indica que esse Grande Prêmio não valeu pro Mundial da Fórmula 1
| Ano                      | Vencedor                | Chassi/Motor        | Resumo   |
| ------------------------ | ----------------------- | ------------------- | -------- |
| 2020                     | Lewis Hamilton          | Mercedes            | Detalhes |
| Não houve de 2014 a 2019 |                         |                     |          |
| 2013                     | Sebastian Vettel        | Red Bull-Renault    | Detalhes |
| Não houve em 2012        |                         |                     |          |
| 2011                     | Lewis Hamilton          | McLaren-Mercedes    | Detalhes |
| Não houve em 2010        |                         |                     |          |
| 2009                     | Mark Webber             | Red Bull-Renault    | Detalhes |
| Não houve em 2008        |                         |                     |          |
| 2007                     | Fernando Alonso         | McLaren-Mercedes    | Detalhes |
| 2006                     | Michael Schumacher      | Ferrari             | Detalhes |
| 2005                     | Fernando Alonso         | Renault             | Detalhes |
| 2004                     | Michael Schumacher      | Ferrari             | Detalhes |
| 2003                     | Ralf Schumacher         | Williams-BMW        | Detalhes |
| 2002                     | Rubens Barrichello      | Ferrari             | Detalhes |
| 2001                     | Michael Schumacher      | Ferrari             | Detalhes |
| 2000                     | Michael Schumacher      | Ferrari             | Detalhes |
| 1999                     | Johnny Herbert          | Stewart-Ford        | Detalhes |
| 1998                     | Mika Häkkinen           | McLaren-Mercedes    | Detalhes |
| 1997                     | Jacques Villeneuve      | Williams-Renault    | Detalhes |
| 1996                     | Jacques Villeneuve      | Williams-Renault    | Detalhes |
| 1995                     | Michael Schumacher      | Benetton-Renault    | Detalhes |
| Não houve de 1986 a 1994 |                         |                     |          |
| 1985                     | Michele Alboreto        | Ferrari             | Detalhes |
| 1984                     | Alain Prost             | McLaren-TAG/Porsche | Detalhes |
| Não houve de 1977 a 1983 |                         |                     |          |
| 1976                     | James Hunt              | McLaren-Ford        | Detalhes |
| 1975                     | Carlos Reutemann        | Brabham-Ford        | Detalhes |
| 1974                     | Clay Regazzoni          | Ferrari             | Detalhes |
| 1973                     | Jackie Stewart          | Tyrrell-Ford        | Detalhes |
| 1972                     | Jacky Ickx              | Ferrari             | Detalhes |
| 1971                     | Jackie Stewart          | Tyrrell-Ford        | Detalhes |
| Não houve em 1970        |                         |                     |          |
| 1969                     | Jacky Ickx              | Brabham-Ford        | Detalhes |
| 1968                     | Jackie Stewart          | Matra-Ford          | Detalhes |
| 1967                     | Denny Hulme             | Brabham-Repco       | Detalhes |
| 1966                     | Jack Brabham            | Brabham-Repco       | Detalhes |
| 1965                     | Jim Clark               | Lotus-Climax        | Detalhes |
| 1964                     | John Surtees            | Ferrari             | Detalhes |
| 1963                     | John Surtees            | Ferrari             | Detalhes |
| 1962                     | Graham Hill             | BRM                 | Detalhes |
| 1961                     | Stirling Moss           | Lotus-Climax        | Detalhes |
| Não houve em 1959 e 1960 |                         |                     |          |
| 1958                     | Tony Brooks             | Vanwall             | Detalhes |
| 1957                     | Juan Manuel Fangio      | Maserati            | Detalhes |
| 1956                     | Juan Manuel Fangio      | Ferrari             | Detalhes |
| Não houve em 1955        |                         |                     |          |
| 1954                     | Juan Manuel Fangio      | Mercedes            | Detalhes |
| 1953                     | Giuseppe Farina         | Ferrari             | Detalhes |
| 1953                     | Emmanuel de Graffenried | Maserati            | Detalhes |
| 1952                     | Alberto Ascari          | Ferrari             | Detalhes |
| 1952                     | Rudi Fischer            | Ferrari             | Detalhes |
| 1951                     | Alberto Ascari          | Ferrari             | Detalhes |

### Por pilotos que mais venceram
|          |                    |                              |
| Vitórias | Pilotos            | Edições                      |
| 5        | Michael Schumacher | 1995, 2000, 2001, 2004, 2006 |
| 3        | Juan Manuel Fangio | 1954, 1956, 1957             |
| 3        | Jackie Stewart     | 1968, 1971, 1973             |
| 2        | Alberto Ascari     | 1951, 1952                   |
| 2        | John Surtees       | 1963, 1964                   |
| 2        | Jacky Ickx         | 1969, 1972                   |
| 2        | Jacques Villeneuve | 1996, 1997                   |
| 2        | Fernando Alonso    | 2005, 2007                   |
| 2        | Lewis Hamilton     | 2011, 2020                   |
| 1        | Giuseppe Farina    | 1953                         |
| 1        | Tony Brooks        | 1958                         |
| 1        | Stirling Moss      | 1961                         |
| 1        | Graham Hill        | 1962                         |
| 1        | Jim Clark          | 1965                         |
| 1        | Jack Brabham       | 1966                         |
| 1        | Denny Hulme        | 1967                         |
| 1        | Clay Regazzoni     | 1974                         |
| 1        | Carlos Reutemann   | 1975                         |
| 1        | James Hunt         | 1976                         |
| 1        | Alain Prost        | 1984                         |
| 1        | Michele Alboreto   | 1985                         |
| 1        | Mika Häkkinen      | 1998                         |
| 1        | Johnny Herbert     | 1999                         |
| 1        | Rubens Barrichello | 2002                         |
| 1        | Ralf Schumacher    | 2003                         |
| 1        | Mark Webber        | 2009                         |
| 1        | Sebastian Vettel   | 2013                         |

### Por equipes que mais venceram
|          |            |                                                                                    |
| Vitórias | Construtor | Edições                                                                            |
| 14       | Ferrari    | 1951, 1952, 1953, 1956, 1963, 1964, 1972, 1974, 1985, 2000, 2001, 2002, 2004, 2006 |
| 5        | McLaren    | 1976, 1984, 1998, 2007, 2011                                                       |
| 4        | Brabham    | 1966, 1967, 1969, 1975                                                             |
| 3        | Williams   | 1996, 1997, 2003                                                                   |
| 2        | Lotus      | 1961, 1965                                                                         |
| 2        | Tyrrell    | 1971, 1973                                                                         |
| 2        | Red Bull   | 2009, 2013                                                                         |
| 2        | Mercedes   | 1954, 2020                                                                         |
| 1        | Maserati   | 1957                                                                               |
| 1        | Vanwall    | 1958                                                                               |
| 1        | BRM        | 1962                                                                               |
| 1        | Matra      | 1968                                                                               |
| 1        | Benetton   | 1995                                                                               |
| 1        | Stewart    | 1999                                                                               |
| 1        | Renault    | 2005                                                                               |

### Por países
|          |               |                                                                              |
| Vitórias | País          | Edições                                                                      |
| 13       | Reino Unido   | 1958, 1961, 1962, 1963, 1964, 1965, 1968, 1971, 1973, 1976, 1999, 2011, 2020 |
| 7        | Alemanha      | 1995, 2000, 2001, 2003, 2004, 2006, 2013                                     |
| 4        | Argentina     | 1954, 1956, 1957, 1975                                                       |
| 4        | Itália        | 1951, 1952, 1953, 1985                                                       |
| 2        | Bélgica       | 1969, 1972                                                                   |
| 2        | Canadá        | 1996, 1997                                                                   |
| 2        | Espanha       | 2005, 2007                                                                   |
| 2        | Austrália     | 1966, 2009                                                                   |
| 1        | Nova Zelândia | 1967                                                                         |
| 1        | Suíça         | 1974                                                                         |
| 1        | França        | 1984                                                                         |
| 1        | Finlândia     | 1998                                                                         |
| 1        | Brasil        | 2002                                                                         |

↑1  (Última atualização: GP de Eifel de 2020)
 
Contabilizados somente os resultados válidos pelo Mundial de Fórmula 1

## Recordes em Nürburgring
| Nürburgring           | País/Piloto     | Chassi/Motor                    | Tempo        | Extensão | Ano  |
| Pole Position         | Valtteri Bottas | Mercedes V6 turbo híbrido       | 1min 25s 269 | 5.148 km | 2020 |
| Melhor Volta na Prova | Max Verstappen  | Red Bull–Honda V6 turbo híbrido | 1min 28s 139 | 5.148 km | 2020 |